# La Fée Coquillette
 (septembre 2020).
Si vous disposez d'ouvrages ou d'articles de référence ou si vous connaissez des sites web de qualité traitant du thème abordé ici, merci de compléter l'article en donnant les références utiles à sa vérifiabilité et en les liant à la section « Notes et références ».
La Fée Coquillette est une série télévisée d'animation française réalisée par Jean-Christophe Roger et Dominique Debar d'après les albums de Didier Lévy et Benjamin Chaud, publiés aux Éditions Albin Michel. Le dessin animé est produit par Les Armateurs, Sony Pictures Entertainment, Maybe Movies. La série est diffusée en France sur TF1 dans l'émission Tfou et sur Piwi+, et au Québec, à partir du 25 février 2013 sur Yoopa

## Synopsis
La Fée Coquillette rencontre un tas d'animaux amusants et dynamiques. D'un coup de baguette magique, elle peut résoudre les problèmes de tout ses amis.

## Livre
Il existe dix livres de La Fée Coquillette tous écrits par Benjamin Chaud et publiés par l'édition Albin Michel.

## Fiche technique
- Titre : La Fée Coquillette
- Réalisation : Jean-Christophe Roger, Dominique Debar
- Scénario & dessin : Alexandre Révérend, Benjamin Chaud et Anne-Sophie Salles
- Musique originale : Christian Perret, Jean-Philippe Goude
- Musique du générique : Guillaume Poyet
- Société de production : Les Armateurs, Sony Pictures Entertainment, Maybe Movies
- Pays d'origine : France
- Langue : Français
- Format : 78 x 6’30’’
- Durée : 7 minutes
- Date de première diffusion :  France : 6 janvier 2010

## Voix françaises
- Fily Keita : La fée Coquillette
- Emmanuel Curtil : Le lion Mike
- Bernard Bollet : Parsifal
- Jérémy Prévost : Gaston
- Françoise Cadol : Norma
- Bertrand Liebert : Prosper
- Brigitte Virtudes : Paulette
- Boris Rehlinger : Albert
- Pauline Brunner : Adrienne
- Dorothée Pousséo : Nina
- Pierre-François Pistorio : Fidélio

## Épisodes
1. Gaston veut être invisible
2. Les mensonges du capitaine Albert
3. La jungle de tous les dangers
4. La maison de mes rêves
5. Gaston veut lire
6. Cœur de peluche
7. Retour au pays
8. Mike veut déménager
9. Une journée sans
10. Le solo de Mike
11. Champion de l'amour
12. Nina ne veut plus chaparder
13. Soleil rouge
14. Nina veut fêter Noël
15. Joyeux anniversaire
16. Du calme
17. Joie d'offrir
18. Paulette parle trop
19. À la cool
20. Prosper risque tout
21. Parsifal veut des amis
22. La reine Paulette
23. Un âne qui sent bon
24. Parsifal ne veut plus hiberner
25. Le mur du son
26. Drôle de danse
27. Mike veut être musicien
28. Norma veut être une majorette
29. Gaston super héros
30. Ni oui, ni non
31. Albert le héros
32. Une tache qui fait tache
33. Adrienne ne veut pas quitter la jungle
34. Norma veut être moins grande
35. Adrienne joue la coquette
36. Ah, si j'étais grande !
37. Paulette et ses sœurs
38. Nina veut être une fée
39. En vers et en couleurs
40. Of course, mon ours !
41. Cette pipelette de Paulette
42. Quel talent !
43. Au revoir Coquillette
44. Magie à volonté
45. Vroum vroum
46. Superzéro
47. Tout à l'envers
48. S.O.S. girafe
49. Jolis rêves
50. Si beau en ce miroir
51. Gaston et les extraterrestres
52. Les bons plats de Parsifal
53. Gentille sorcière
54. Une vie de rêve
55. Le plus grand des pouvoirs
56. L'habit ne fait pas le super âne
57. Albert veut voler
58. Mike le pinson
59. Pas de nid sans œufs
60. Prosper a les chocottes
61. Parsifal veut une sœur
62. Le petit Albert
63. Le garde du corps
64. Le complexe de Fidélio
65. Le trésor d'Albert
66. Nina est dans le flou
67. La croisière d'Albert
68. Docteur Norma
69. Poil aux fées
70. Partenaires
71. Le peuple invisible
72. Paulette et son prénom
73. Parsifal veut être plus léger
74. La boule de cristal
75. La voix de la magie
76. Prosper veut rire
77. Paulette ne veut pas en perdre une miette
78. Un roi dans les bois